# ولایت خودمختار دیگینگ تبتی
ولایت خودمختار دیگینگ تبتی (به انگلیسی: Diqing Tibetan Autonomous Prefecture) یک ولایت خودمختار در چین است که در یون‌نان واقع شده‌است. ولایت خودمختار دیگینگ تبتی ۲۳٬۸۷۰ کیلومتر مربع مساحت و ۳۵۳٬۵۱۸ نفر جمعیت دارد.